# Jens Vörtmann
Jens Vörtmann (* 1970 in Dortmund) ist ein deutscher Pokerspieler. Er gewann 2008 ein Bracelet bei der World Series of Poker.

## Persönliches
Vörtmann arbeitete bis 2005 in seiner Geburtsstadt Dortmund als Finanzexperte.

## Pokerkarriere
Vörtmann begann im Jahr 2003 mit Poker-Cashgames im Casino und erzielte seine erste Geldplatzierung bei einem Live-Turnier Ende Juni 2004 in Seefeld in Tirol. Im Juli 2005 war er erstmals bei der World Series of Poker (WSOP) im Rio All-Suite Hotel and Casino am Las Vegas Strip erfolgreich und belegte im Main Event den mit mehr als 30.000 US-Dollar dotierten 218. Platz. Nach dem Gewinn der Bodensee Poker Championships Ende August 2005 in Bregenz distanzierte sich Vörtmann von Cashgames und konzentrierte sich fortan auf Turnierpoker. Mitte März 2007 kam er beim Main Event der European Poker Tour in Dortmund ins Geld und belegte den 17. Platz für mehr als 12.000 Euro. Bei der WSOP 2008 siegte Vörtmann bei einem Turnier in der gemischten Variante H.O.R.S.E. Dafür setzte er sich gegen 414 andere Spieler durch und erhielt ein Bracelet sowie den Hauptpreis in Höhe von knapp 300.000 US-Dollar. Im April 2010 war Vörtmann als erster Deutscher Teil der Pokersendung Poker After Dark und saß dabei u. a. mit Phil Hellmuth und Chris Ferguson an einem Tisch. Als Sieger der Sendung sicherte sich Vörtmann 120.000 US-Dollar. Anschließend erzielte er bis Ende April 2023, als er bei einem Turnier auf Malta auf die bezahlten Plätze kam, keine weitere Geldplatzierung.
Insgesamt hat sich Vörtmann mit Poker bei Live-Turnieren knapp 600.000 US-Dollar erspielt. Im Juli 2014 wurde er vom Finanzgericht Münster zu einer Nachzahlung der Umsatzsteuer verurteilt, da das Gericht zu der Auffassung kam, Vörtmann habe mindestens von 2004 bis 2007 als Berufspokerspieler agiert.